# Agencja badawcza
Agencja badawcza – wyspecjalizowane przedsiębiorstwo, posiadające własne zaplecze techniczne (np. sieć ankieterską, wyposażenie i oprogramowanie do badań CATI i CAPI, studia do realizacji zogniskowanych wywiadów grupowych), a także własne narzędzia badawcze (np. techniki zbierania wskaźników i ich interpretacji) oraz badaczy, które zajmuje się realizacją badań rynku lub badań opinii.

## Agencje badawcze w Polsce
Pierwszą agencją badawczą działającą w Polsce był powstały w 1958 roku Ośrodek Badania Opinii Publicznej, w 1982 roku powstało Centrum Badania Opinii Społecznej. Po powstaniu wolnego rynku w Polsce w 1989 swoją działalność rozpoczęło kilka firm – zarówno polskich, jak i międzynarodowych. Firmy te zajmują się zarówno badaniami rynku, jak i opinii.
Corocznie na zlecenie Organizacji Firm Badania Opinii i Rynku realizowany jest audyt obrotów firm badawczych w Polsce. Największy obrót według tego audytu miały następujące firmy:
Rok 2001
1. SMG/KRC – 62 mln PLN
2. ACNielsen – 33 mln PLN
3. GfK Polonia – 27 mln PLN

Rok 2007
1. Millward Brown SMG/KRC – 98 mln PLN
2. Nielsen – 62 mln PLN
3. GfK Polonia – 61 mln PLN

Całość rynku badawczego w Polsce w roku 2007 była szacowana na ok. 600 mln. PLN (wzrost o 11% w stosunku do roku 2006), łącznie na 5 największych firm przypadało 51% obrotu.
Rok 2008
1. Millward Brown SMG/KRC – 101 mln PLN
2. ACNielsen Polska – 71 mln PLN
3. GfK Polonia – 65 mln PLN

Całość rynku badawczego w Polsce w roku 2008 była szacowana na ok. 637 mln. PLN (wzrost o 6% w stosunku do roku 2007), łącznie na 5 największych firm przypadało 52% obrotu branży.
Rok 2011
1. Millward Brown SMG/KRC – 120 mln PLN
2. ACNielsen Polska – 112 mln PLN
3. GfK Polonia – 79 mln PLN

Polskie firmy badawcze są zrzeszone w Organizacji Firm Badania Opinii i Rynku. Badacze zrzeszeni w międzynarodowej organizacji ESOMAR wypracowali własne kodeksy etyczne, które oprócz obowiązujących przepisów prawa, są stosowane przez firmy badawcze.